# Angó (arma)

Representació d'un escut amb angó al centre

L'angó és una arma antiga ofensiva i llancívola a manera de gran javelina, anàloga al pílum dels romans. També és una javelina que figura en alguns escuts.
Constava d'un ferro prim, de cap a un metre de longitud, afilat a mesura que s'acostava a la punta, en la qual es convertia en un dard quadrangular agut, de coll acanalat, del qual sortien dues barbetes. El ferro acabava en la seva part inferior en una cub que s'adaptava a una asta curta, de fusta, afirmada per cercles de ferro. Els angons són de ferro, exceptada l'empunyadura. La seva punta llarga, amb barbes molt separades, sembla una fulla de sagitari arrencada de la seva tija. Els dos ferros corbs de la seva part superior en dificulten l'extracció quan es clava en el cos de l'enemic.
Servia per a privar a l'enemic de la defensa del seu escut; quan l'atacant aconseguia a fixar-ho en l'escut del contrari, el subjectava amb l'asta pel peu, obligant així l'enemic a abaixar l'escut i deixar el seu cos al descobert. Altres vegades es lligava una corda a l'asta i es llançava a manera d'arpó sobre l'enemic.
Els francs, alamans, saxons, burgundis i altres la preferien a l'arc.
L'asta curta i la disposició del ferro han contribuït al fet que es confongui amb la flor de lis de peu tallat.